# Utbildningspolitik
Utbildningspolitik är den politik som berör skolväsendet och utbildningen. I Sverige är det främst utbildningsdepartementet, som har hand om utbildningspolitiska frågor. 
Det är staten som har det övergripande ansvaret för utbildningens organisation, medan kommunerna bär ansvar för den lokala skolan. 
I Sverige minskade andelen privata skolor starkt under större delen av 1900-talet och var internationellt sett mycket liten. Andelen har dock ökat snabbt sedan 1990-talet, genom den rätt till kommunala anslag som tillförsäkrats av Skolverket godkända friskolor. Av landet 1 015 gymnasieskolor läsåret 2009/2010 var 489 stycken fristående skolor, alltså 48%.
Utbildningsminister, och chef för utbildningsdepartementet, är sedan 2022 Mats Persson (L).  På utbildningsdepartementet huserar ytterligare en minister, Lotta Edholm (L) med titeln Skolminister. Skolministern har ett särskilt ansvar för landets grundskolor och gymnasieskolor.